# 36. sydlige breddekreds
Den 36. sydlige breddekreds (eller 36 grader sydlig bredde) er en breddekreds, der ligger 36 grader syd for ækvator. Den løber gennem Atlanterhavet, det Indiske Ocean, Australasien, Stillehavet og Sydamerika.